# Gălești (Mureș)
Gălești (in ungherese Nyárádgálfalva, in tedesco Gallendorf) è un comune della Romania di 2871 abitanti, ubicato nel distretto di Mureș, nella regione storica della Transilvania. 
Il comune è formato dall'unione di 6 villaggi: Adrianu Mare, Adrianu Mic, Bedeni, Gălești, Maiad, Troița.